# SG Union Solingen
SG Union Solingen was een Duitse voetbalclub uit Solingen, Noordrijn-Westfalen. De club speelde van 1975 tot 1989 in de 2. Bundesliga. 

## Geschiedenis

### Voorgangers
De club ontstond door meerdere fusies. Op 3 september 1949 fuseerden VfR Ohligs, Ohligser FC en VfL Ohligs 12 tot SC Union Ohligs. VfR Ohligs was de succesvolste voorganger en speelde meerdere seizoenen op het hoogste niveau. SC Union Ohligs zakte midden jaren vijftig weg en begon begin jaren zeventig aan een comeback en promoveerde in 1973 zelfs naar de Regionalliga, toen de tweede klasse. In april 1974 nam de club de naam OSC Solingen aan na een investering van de stad. 
Op 24 juli fuseerde de club met VfL Solingen-Wald tot SG Union Solingen. VfL Solingen-Wald ontstond in 1933 door een fusie tussen Walder BV, VfB Wald en TSV Wald. De club speelde van 1954 tot 1956 in de Landesliga Niederrhein, toen de derde klasse.

### SG Union Solingen
OSC Solingen was vijftiende geëindigd in de Regionalliga, wat normaal volstond voor het behoud, maar door de invoering van de 2. Bundesliga degradeerde de club naar de Verbandsliga Niederrhein, waar de fusieclub dus zou starten. Met acht punten voorsprong op het tweede elftal van Schwarz-Weiß Essen werd de club kampioen. Samen met Bayer 04 Leverkusen promoveerde de club ten nadele van SV Arminia Hannover. In het eerste seizoen werd de club dertiende en versloeg dat jaar Spandauer SV met 2:7, de hoogste uitzege van de club in de 2. Bundesliga. Het volgende seizoen eindigde veel slechter en de club werd voorlaatste. Bonner SC kreeg echter geen licentie voor het volgende seizoen en 1. SC Göttingen 05 en SC Wacker 04 Berlin verzaakten om de vrijgekomen plaats in te nemen waardoor Solingen de plaats innam. De volgende jaren eindigde de club in de middenmoot. In 1979/80 versloeg de club OSV Hannover met 9:1, de hoogste thuiszege in de 2. Bundesliga. Werner Lenz scoorde in deze wedstrijd een hattrick op vijf minuten tijd. Het volgende seizoen plaatste de club zich met een zevende plaats voor het volgende seizoen toen de twee reeksen werden samengevoegd naar één reeks. 
De concurrentie was in de nieuwe 2. Bundesliga veel groter en Solingen streed voor het behoud, dat pas op de laatste speeldag verzekerd kon worden na een overwinning op Bayer Uerdingen. Het jaar erna was het al even spannend. Op de laatste speeldag won Union met 2:0 van kampioen SV Waldhof Mannheim, terwijl FC Augsburg met 3:0 won van rechtstreeks concurrent SpVgg Fürth. Door een slechter doelsaldo moest Augsburg alsnog degraderen en bleef Solingen in de 2. Bundesliga. 
Seizoen 1983/84 zou het succesvolste worden voor de club. Solingen eindigde op een vijfde plaats. Hoogtepunt dat jaar was een 4:0 overwinning op vicekampioen FC Schalke 04 voor 12.000 toeschouwers. Het jaar erop eindigde de club zesde en maakte furore in de DFB-Pokal. Na twee overwinningen bereikte de club de achtste finale tegen Eintracht Haiger, dat in de Oberliga Hessen speelde, en versloeg deze club met 8:0. In de kwartfinale wachtte Borussia Mönchengladbach, dat de club uitschakelde. Hierna belandde de club in de middenmoot en had maar enkele punten voorsprong op de degradatiezone. In 1988/89 werd de club afgetekend laatste en degradeerde. 
De neerwaartse spiraal zette zich verder en ook in de Oberliga Nordrhein werd de club laatste. De club degradeerde zo naar de Verbandsliga, maar trad daar niet meer aan. Door aanhoudende financiële problemen ging de club failliet. 1. FC Union Solingen volgde de club op en zou 22 jaar later hetzelfde lot ondergaan. 